# Идентификација (психологија)
Идентификација је, према Фројду, један од примарних психичких механизама којима се уклања разлика између субјекта и објекта. Састоји се у томе што се его особе која се поистовећује, „уношењем” узора у себе, модификује, саображавајући своје понашање по узору. Примарна идентификација је најранији и најважнији вид емоционалног везивања за родитељске узоре. Услов за то је емоционална везаност за родитеље појединачно, али и као пара. То је психички процес којим се особа емпатички повезује са особама којима се диви. То је основни услов за успешну социјализацију детета. Узори за идентификацију могу постојати и на свим узрастима. По Ериксону постоје три основна значења идентификације: као имитација, као осећање континуитета у времену и простору и као егоидентитет који у себи обухвата прва два значења, али их и превазилази.
Идентификација са агресором је механизам одбране који означава поистовећивање субјекта са угрожавајућом особом, са циљем да се страх од њега уклони или макар ублажи. Идентификација с агресором посебно је карактеристична за децу која се осећају угроженом, а беспомоћна су. У случају поистовећивања са непријатељском особом, дете, као беспомоћна особа, настоји да победи свој страх тако што ће „уношењем” особина „агресора” изменити себе и постати му сличан. Тиме, несвесно, настоји избећи страх од агресора и особе од које прети опасност. Идентификација са агресором се тешко препознаје и дијагностикује.